# Микревска чешма
Чешмата паметник в Микрево е военен паметник чешма в село Микрево, община Струмяни. Построена е в памет на загиналите през войните български войници.